# Fairfield County (Ohio)
 For alternative betydninger, se Fairfield County. (Se også artikler, som begynder med Fairfield County)
Fairfield County er et county i den amerikanske delstat Ohio. Fairfield County har 122.759 indbyggere, og administrationsbyen er Lancaster.

## Demografi
Ifølge folketællingen fra 2000 boede der 122,759 personer i amtet. Der var 45,425 husstande med 34,159 familier. Befolkningstætheden var 94 personer pr. km². Befolkningens etniske sammensætning var som følger: 95.15 % hvide, 2.67 % afroamerikanere.
Der var 45,425 husstande, hvoraf 36.80 % havde børn under 18 år boende. 62.70 % var ægtepar, som boede sammen, 9.10 % havde en enlig kvindelig forsøger som beboer, og 24.80 % var ikke-familier. 20.70 % af alle husstande bestod af enlige, og i 8.20 % af tilfældene boede der en person som var 65 år eller ældre.
Gennemsnitsindkomsten for en hustand var $47,962 årligt, mens gennemsnitsindkomsten for en familie var på $55,539 årligt.